# Niedersteinbach (Frankrijk)
Niedersteinbach (Duits:Niedersteinbach im Elsass) is een gemeente in het Franse departement Bas-Rhin (regio Grand Est) en telt 139 inwoners (2004).
De plaats maakt sinds de oprichting op 1 januari 2015 deel uit van het kanton Reichshoffen in het arrondissement Haguenau-Wissembourg. Tot 1 januari 2015 was het deel van het kanton Wissembourg in het arrondissement Wissembourg, dat op die dag werd opgeheven.

## Geografie
De oppervlakte van Niedersteinbach bedraagt 8,5 km², de bevolkingsdichtheid is 16,4 inwoners per km².
De onderstaande kaart toont de ligging van Niedersteinbach (Frankrijk) met de belangrijkste infrastructuur en aangrenzende gemeenten.

## Demografie
Onderstaande figuur toont het verloop van het inwonertal (bron: INSEE-tellingen).